# Protoplaste
 (janvier 2020).
Au sens large, un protoplaste est une cellule bactérienne, ou végétale, dont la paroi a disparu. Chez les végétaux, une cellule est normalement composée d'une paroi pectocellulosique et d'un protoplaste. Le protoplaste en lui-même est limité par la membrane plasmique.
Chez les bactéries, le protoplaste est obtenu en faisant agir du lysozyme sur une bactérie Gram positif. Le lysozyme est une enzyme qui dégrade les liaisons béta(1-4) du peptidoglycane. Le peptidoglycane ainsi éliminé, la bactérie n'est plus limitée que par sa seule membrane plasmique et prend une forme sphérique. Si ce protoplaste est mis en suspension dans un milieu hypotonique, l'eau entre à l'intérieur par osmose et la bactérie explose (lyse). Si la bactérie possède encore sa paroi, celle-ci limite son expansion, et donc sa destruction.

## Obtention

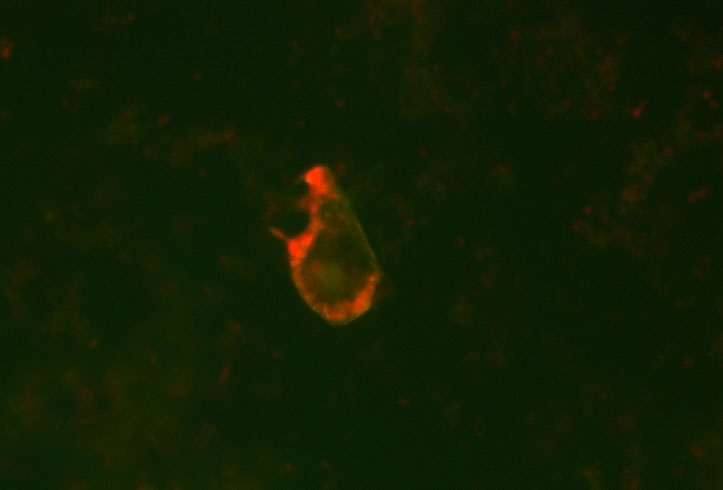
Cliché de microscopie à fluorescence : protoplaste de poireau dont la paroi pecto-cellulosique n'a pas été totalement digérée. En effet le bord droit est encore rectiligne alors que les cellules sans paroi adoptent une forme ronde caractéristique.

L'obtention de protoplastes se fait habituellement par digestion enzymatique de la paroi, grâce notamment à des enzymes telles que la pectinase, la cellulase ou le lysozyme. Du fait de la pression osmotique, les cellules végétales ont normalement une forme contrainte. La suppression de la paroi permet aux protoplastes d'adopter une forme sphérique.
La digestion a lieu en milieu hypertonique car les cellules végétales, privées de leur « armature » pecto-cellulosique risquent l'éclatement. Le milieu d'obtention (liquide) est donc généralement enrichi en glucides non-métabolisables tels que le mannitol ou l'inositol. D'autres glucides ou sels minéraux peuvent être utilisés pour diminuer l'activité de l'eau (voir également osmose) du milieu extra-cellulaire avec le milieu intracellulaire. La plasmolyse des cellules végétales permet également de "décoller" la membrane plasmique des cellules de la paroi. Ceci protège les cellules des fragments de cellulose pouvant perforer le protoplaste pendant la digestion.
Les cellules ainsi obtenues sont excessivement fragiles. La suspension de protoplastes est manipulée avec beaucoup de délicatesse car le simple fait d'appliquer un choc sur la boite ou d'en aspirer le contenu avec une pipette provoque la mort des cellules par déchirement de la membrane plasmique. Il est possible d'estimer le nombre de protoplastes obtenus dans la solution grâce à un comptage au microscope optique à l'aide d'une lame Kova ou d'une cellule de Malassez.
Chez les Bactéries, le protoplaste est le résultat de l'action soit du lysozyme sur une bactérie au repos ou en croissance ou encore de la pénicilline sur une bactérie en croissance. Les bâtonnets deviennent alors sphériques puisqu'ils perdent la rigidité que leur conférait le peptidoglycane.

## Utilisation
Les protoplastes sont souvent utilisés en expérimentation végétale. Ils ont des domaines d'application très divers car ils sont obtenus facilement et l'absence de paroi permet une grande variété de traitements. Toutefois, il est souvent très difficile de régénérer une plante complète à partir de protoplastes.

### Fusion de protoplastes et obtention d'hybrides

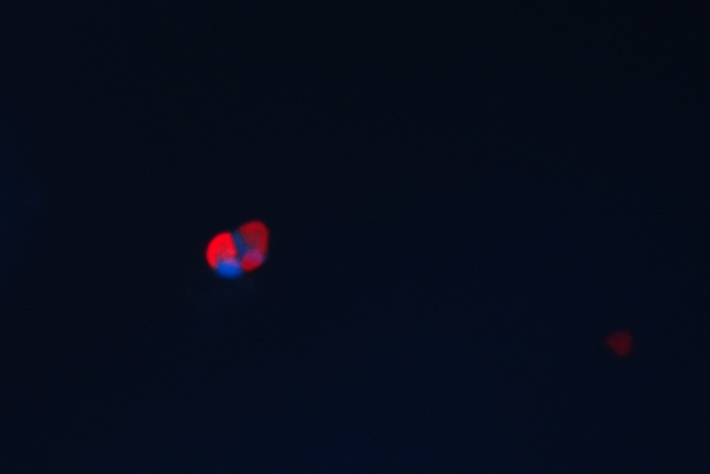
Cliché de microscopie à fluorescence : deux protoplastes de mâche fusionnent. Grâce au polyéthylène glycol (PEG) présent dans le milieu, le rapprochement des cellules peut avoir lieu malgré les répulsions électrostatiques membranaires. L'ADN est coloré en bleu par un fluorochrome : le DAPI. La chlorophylle apparaît en rouge.

Les protoplastes permettent par exemple de faire fusionner des cellules issues de deux variétés, ou même espèces différentes. Une telle opération permet d'obtenir des hybrides. La fusion d'une espèce sauvage dite "rustique" (résistante à un stress) avec une espèce d'intérêt agronomique permet par exemple d'obtenir des individus regroupant les caractéristiques de résistance et de productivité. Cette stratégie est très souvent réalisée chez les plantes de la famille des Solanacées et des Brassicacées. La fusion peut être favorisée par des agents chimiques (par exemple le PEG) qui permet de réduire les répulsions électrostatiques entre les protoplastes, ou par application d'un champ électrique à la suspension de cellules.

### Transformation génétique de protoplastes
Les protoplastes permettent aussi de réaliser facilement une transformation génétique. On procède par électroporation pour introduire directement un fragment d'ADN dans les cellules, chose impossible lorsque la paroi pecto-cellulosique est présente.

### Production de métabolites secondaires
La culture de cellules végétales à grande échelle a rendu possible la production industrielle de métabolites secondaires d'intérêt. Citons en particulier la vinblastine et vincristine, deux alcaloïdes produits par la Pervenche de Madagascar (Catharanthus roseus) et qui sont utilisés pour traiter certains cancers. La faible teneur en alcaloïdes dans les feuilles (respectivement moins de 10 g et 1 g par tonne de feuilles fraîches) engendrent des coûts d'extraction colossaux. La culture cellulaire végétale permettrait de réduire potentiellement d'un facteur 25 le coût de production de ces molécules (initialement 25 000 000 USD par gramme d'alcaloïdes).[réf. nécessaire]